# Aeroporto de Lošinj
Aeroporto de Lošinj (IATA: LSZ, ICAO: LDLO) é um aeroporto a 3,2 NM (5,9 km) de Mali Lošinj, na ilha de Lošinj, Croácia. É registrado para tráfico doméstico e internacional. Sua pista tem 900 m de comprimento e 30 m de largura, e é equipada com sinalização 1C, de acordo com a ICAO. A aproximação para pouso é balizada por um NDB instalado próximo à cidade.
A pista é pavimentada com asfalto, assim como as taxiways. Duas taxiways estão posicionadas a 45 ° em relação à pista, e satisfazem o tráfico corrente, que consiste primariamente em pequenas aeronaves. Uma plataforma permite voos contínuos.
A maior prioridade atualmente é aumentar a pista para 1260 m, e a documentação necessária para o projeto já foi criada e entregue. Este projeto é financiado por Primorje-Gorski Kotar.